# Liste der Kulturgüter in Spiringen
Die Liste der Kulturgüter in Spiringen enthält alle Objekte in der Gemeinde Spiringen im Kanton Uri, die gemäss der Haager Konvention zum Schutz von Kulturgut bei bewaffneten Konflikten, dem Bundesgesetz vom 20. Juni 2014 über den Schutz der Kulturgüter bei bewaffneten Konflikten sowie der Verordnung vom 29. Oktober 2014 über den Schutz der Kulturgüter bei bewaffneten Konflikten unter Schutz stehen.
Objekte der Kategorien A und B sind vollständig in der Liste enthalten, Objekte der Kategorie C fehlen zurzeit (Stand: 1. Januar 2023).

## Kulturgüter
| Foto |                                                                          | Objekt                                        | Kat. | Typ | Standort                                | Beschreibung |
| ---- | ------------------------------------------------------------------------ | --------------------------------------------- | ---- | --- | --------------------------------------- | ------------ |
| BW   | Datei hochladen · Wikidata zu Wohnhaus (Q29527627)                       | Wohnhaus KGS-Nr.: 10314                       | A    | G   | Oberdorf 6 699014 / 192004              |              |
| BW   | Datei hochladen · Wikidata zu Kapelle 7 Schmerzen Mariä (Q29890429)      | Kapelle Sieben Schmerzen Mariä KGS-Nr.: 05875 | B    | G   | Getschwilerstrasse 10.2 700030 / 192069 |              |
| ja   | Datei hochladen · Wikidata zu Pfarrhaus (Q29890434)                      | Pfarrhaus KGS-Nr.: 05876                      | B    | G   | Dorf 14 698220 / 192079                 |              |
| ja   | Datei hochladen · Wikidata zu Haus im Tal (Q29890428)                    | Haus im Tal KGS-Nr.: 11574                    | B    | G   | Talstrasse 32 698045 / 192330           |              |
| BW   | Datei hochladen · Wikidata zu Kirche St. Verena mit Friedhof (Q29890431) | Kirche St. Verena mit Friedhof KGS-Nr.: 11575 | B    | G   | Dorfstrasse 19 711540 / 194139          |              |